# Resolutie 1945 Veiligheidsraad Verenigde Naties
Resolutie 1945 van de Veiligheidsraad van de Verenigde Naties werd door de VN-Veiligheidsraad aangenomen op 14 oktober 2010 met veertien stemmen voor en een onthouding van China.
De resolutie verlengde het mandaat van de waarnemers van het wapenembargo tegen Darfur opnieuw met een jaar.
China onthield zich omdat het land de objectiviteit van de waarnemers in twijfel trok.

## Achtergrond
Al in de jaren 1950 was het zwarte zuiden van Soedan in opstand gekomen tegen het overheersende Arabische noorden.
De vondst van aardolie in het zuiden maakte het conflict er enkel maar moeilijker op.
In 2002 kwam er een staakt-het-vuren en werden afspraken gemaakt over de verdeling van de olie-inkomsten.
Verschillende rebellengroepen waren hiermee niet tevreden en in 2003 ontstond het conflict in Darfur tussen deze rebellen en de door de regering gesteunde janjaweed-milities.
Die laatsten gingen over tot etnische zuiveringen en in de volgende jaren werden in Darfur grove mensenrechtenschendingen gepleegd waardoor miljoenen mensen op de vlucht sloegen.

## Inhoud

### Waarnemingen
De Veiligheidsraad zocht de volledige en tijdige uitvoering van de laatste fase van de Allesomvattende Vredesovereenkomst uit 2005, waaronder het aantrekkelijk maken van eenheid en een volksraadpleging hieromtrent in Zuid-Soedan.
Er moest ook een oplossing voor Darfur gevonden worden waarbij ook een einde kwam aan het geweld aldaar.
De overeenkomst tussen Tsjaad en Soedan van 15 januari 2010 om hun betrekkingen te normaliseren werd verwelkomd, en beide landen werd opgeroepen geen rebellengroepen te steunen.
Er was grote bezorgdheid over het stijgende geweld, onder meer tussen verschillende stammen, het seksueel geweld, de straffeloosheid en aanvallen op hulpverleners en vredeshandhavers.
Men eiste dat alle partijen terughoudend bleven en alle militaire acties, waaronder luchtbombardementen en (seksueel) geweld tegen de bevolking, stopzetten.

### Handelingen
Het mandaat van het expertenpanel dat toezag op het wapenembargo tegen Darfur werd verlengd tot 19 oktober 2011.
Op alle landen, VN-agentschappen, de Afrikaanse Unie en andere betrokkenen werd aangedrongen voluit met het comité en het panel mee te werken door onder meer alle mogelijke informatie door te spelen.
Alle landen, en voornamelijk die in de regio, werden herinnerd aan de provisies van het met de resoluties 1556 en 1591 opgelegde wapenembargo.
Landen die materieel naar Darfur wilden brengen ter ondersteuning van de vredesovereenkomst (resolutie 1591 paragraaf °7) moesten het comité hiervan nu voorafgaand op de hoogte brengen.

## Verwante resoluties
- Resolutie 1919 Veiligheidsraad Verenigde Naties
- Resolutie 1935 Veiligheidsraad Verenigde Naties
- Resolutie 1978 Veiligheidsraad Verenigde Naties (2011)
- Resolutie 1982 Veiligheidsraad Verenigde Naties (2011)

Lijst ·  1908 ·  1909 ·  1910 ·  1911 ·  1912 ·  1913 ·  1914 ·  1915 ·  1916 ·  1917 ·  1918 ·  1919 ·  1920 ·  1921 ·  1922 ·  1923 ·  1924 ·  1925 ·  1926 ·  1927 ·  1928 ·  1929 ·  1930 ·  1931 ·  1932 ·  1933 ·  1934 ·  1935 ·  1936 ·  1937 ·  1938 ·  1939 ·  1940 ·  1941 ·  1942 ·  1943 ·  1944 ·  1945 ·  1946 ·  1947 ·  1948 ·  1949 ·  1950 ·  1951 ·  1952 ·  1953 ·  1954 ·  1955 ·  1956 ·  1957 ·  1958 ·  1959 ·  1960 ·  1961 ·  1962 ·  1963 ·  1964 ·  1965 ·  1966